# Cheo cheo Việt Nam
Cheo cheo lưng bạc hay còn gọi cheo cheo Việt Nam (danh pháp khoa học: Tragulus versicolor) là một loài động vật guốc chẵn trong Họ Cheo cheo, cũng là một loài đặc hữu ở Việt Nam. Cho đến năm 2004, nó thường được xem là một phân loài của cheo cheo Napu (T. napu), dù nó giống loài cheo cheo Nam Dương hay cheo cheo Kanchil (T. kanchil) hơn. Thông tin mới nhất của loài cheo cheo hiếm này vẫn còn nhiều câu hỏi chưa được trả lời nên một dạo có người cho là chúng đã tuyệt chủng. Nhưng có lẽ vì hiểu biết về loài cheo cheo này quá hạn chế nên các nhà sinh vật học vẫn chưa định rõ cách nhận dạng chúng để phân biệt với các loài cheo cheo khác. Hơn nữa khoa học vẫn chưa hiểu rõ môi trường sinh sống của chúng được nên phạm vi phân bố vẫn còn phần giả định.
Vào tháng 11 năm 2019, một nhóm khoa học gia đã chụp được ảnh cheo cheo lưng bạc trong một khu rừng ở Việt Nam lần đầu tiên sau 30 năm vắng bóng.
Mối đe dọa chính cho cheo cheo lưng xám là môi sinh bị hủy hoại. Con người cũng góp phần không nhỏ vì săn bắn và gài bẫy giết hại nhiều loài động vật hoang dã ở Việt Nam.

## Đặc điểm sinh học
Cheo cheo nhỏ là động vật guốc chẵn nhỏ nhất, với ngoại hình giống hoẵng và hươu, nhưng không có tuyến lệ. Toàn thân phủ lông màu nâu đỏ, vùng ngực và dưới bụng có 3 vệt lông trắng song song với thân, lông cheo mịn, ngắn và bóng mượt. Con đực và con cái đều không có sừng, nhưng một số con trưởng thành lại có răng nanh chìa ra bên mép, con đực có răng nanh dài hơn con cái, răng nanh hàm trên phát triển thò ra ngoài miệng.
Cheo cheo nhỏ là loài động móng guốc nhỏ nhất thế giới. Với kích thước không lớn hơn một con mèo nhà, chiều dài đầu đến thân trung bình khoảng từ 400 đến 480 mm, trọng lượng đạt từ 0,7 – 2 kg (chiều dài thân tối đa thì cũng khoảng 30–50 cm, trọng lượng 1,6-2,6 kg). Khuôn mặt cheo cheo nhỏ khá giống con chuột, bốn chân gầy nhẳng như que củi.

## Tập tính
Cheo là động vật sống và kiếm ăn đơn độc, nó có khả năng thích nghi với nhiều môi trường khác nhau nhưng chủ yếu là trong rừng, rẫy. Cheo kiếm ăn ban ngày và đêm theo lối mòn hoặc trong khu vực riêng có cây rậm rạp bao phủ. Cheo có tính nhút nhát, khi gặp kẻ thù nhảy trốn rất nhanh.
Mùa động dục và nuôi con sống ghép đôi giao phối vào khoảng tháng sáu và tháng bảy. Trước khi giao phối con cái dùng chân sau gõ xuống đất 8 lần trong vòng 3 giây báo cho con đực biết. Loài thú này mang thai khoảng 140 ngày. Mỗi lần đẻ một con vào cuối mùa mưa khi thức ăn dồi dào.

## Trong văn hóa
- "Nhát như cheo" là một câu thành ngữ rất thông dụng ở các tỉnh miền núi Việt Nam.